# غاريقون برناردي
غاريقون برناردي (الاسم العلمي: Agaricus bernardi) هو نوع من الفطريات يتبع جنس الغاريقون من فصيلة الغاريقونية.